# Caterina Piccolomini

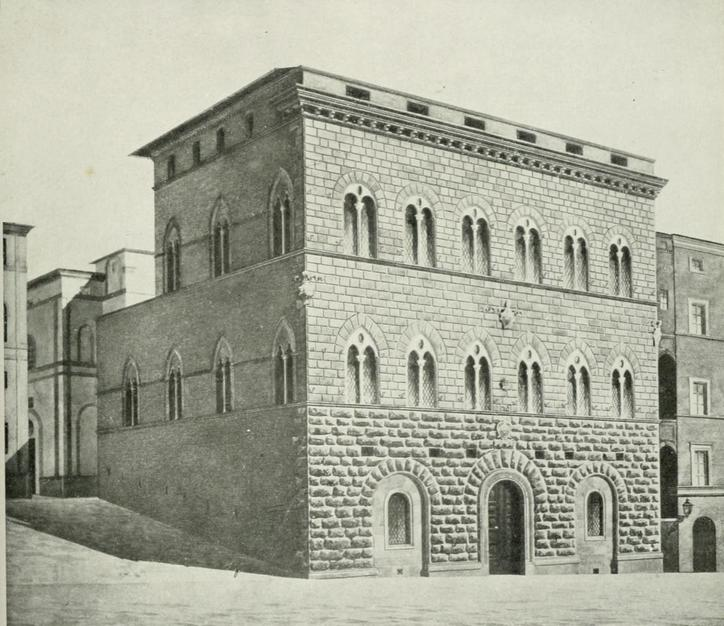
Von Caterina erbauter Palazzo delle Papesse

Caterina Piccolomini (* nach 1405 in Corsignano; † im 15. Jahrhundert) war ein Mitglied der italienischen Adelsfamilie Piccolomini und eine Schwester von Papst Pius II. (1458–1464). Zusammen mit der zweiten Schwester und Papstmutter Laudomia wird dieser Geschwisterzweig auch ironisch „delle Papesse“ (der Päpstinnen) genannt.
Sie wurde als Tochter von Silvio Piccolomini († 1451) und der Vittoria Forteguerri († 1455) geboren, die achtzehn Kinder hatten, von denen wegen Seuchen nur drei erwachsen wurden. Der Großvater Enea Silvio starb vor der Geburt Silvios, worauf das ererbte Vermögen zerrann. Sie lebten recht arm und zogen nach Corsignano. Caterinas Bruder, der erstgeborene spätere Papst Enea Silvio Piccolomini, wurde 1405 dort geboren. Die Schwester Laudomia (* etwa 1410–15; † 1445) heiratete 1435 Nanni di Pietro Tedeschini da Sarteano, die die Eltern unter anderen von Papst Pius III. wurden. Caterina heiratete 1430 den Patrizier Bartolomeo Guglielmini und begründete den Zweig der Guglielmini Piccolomini, indem ihre Tochter Antonia den Bartolomeo Pieri heiratete, woraus vom Sitz Sticciano aus der Zweig Piccolomini Pieri hervorging. Pius II. hatte Bartolomeo adoptiert, sodass der Name gesichert war. Ab 1460 ließ Caterina den imposanten Renaissancepalast Palazzo delle Papesse in Siena bauen.
In dieser Linie der Piccolomini Pieri stand später Silvio Pieri Piccolomini d’Aragon (1543–1610), der als General im Dienst des Großherzogs der Toskana stand. Dessen späterer Nachfahre war wiederum der kaiserliche General Ottavio Piccolomini, der unter Wallenstein bekannt wurde.

## Einzelbelege
1. ↑  George L. Williams: Papal Genealogy: The Families and Descendants of the Popes. McFarland, 2004, ISBN 978-0-7864-2071-1 (google.de [abgerufen am 4. Januar 2023]).
2. ↑  A. Lawrence Jenkens: Renaissance Siena: Art in Context. Penn State Press, 2005, ISBN 978-1-935503-68-2 (google.com [abgerufen am 5. Januar 2023]).

| Personendaten    | Personendaten         |
| ---------------- | --------------------- |
| NAME             | Piccolomini, Caterina |
| KURZBESCHREIBUNG | italienische Adelige  |
| GEBURTSDATUM     | nach 1405             |
| GEBURTSORT       | Corsignano            |
| STERBEDATUM      | 15. Jahrhundert       |